# Attaques de 2014 à Yarkand
 (janvier 2023).
Les attaques de 2014 à Yarkand sont survenues le 28 juillet 2014 dans le xian de Yarkand, au Xinjiang, en Chine,,. Les autorités ont déclaré qu'un gang armé de militants masqués a mené des attaques contre des civils ainsi que la police locale à travers les villes du xian.

## Contexte
L'année 2014 a vu une augmentation de l'intensité de la violence liée au Xinjiang, attribuée à l'activité séparatiste ouïghoure dans la région. Les attaques ont eu lieu vers la fin du mois de Ramadan. Les autorités ont déclaré que les membres du gang avaient des rassemblements au cours de ce mois au cours desquels ils ont planifié et préparé l'attaque. Les habitants ont lié les attaques aux restrictions gouvernementales et à la répression du Ramadan ainsi qu'au meurtre extrajudiciaire présumé d'une famille ouïghoure.

## Attaques
Les autorités ont déclaré que des militants armés avaient commis des actes de violence dans les villes d'Elixku et de Huangdi. Les militants ont attaqué un poste de police et des bureaux gouvernementaux à Elixku, avant de se diriger vers Huangdi, attaquant des civils et détruisant des véhicules. Ils auraient également érigé des barrages routiers pour arrêter les véhicules et attaquer les passagers. Au cours des attaques, une trentaine de voitures de police auraient été endommagées ou détruites. La police a abattu 59 assaillants et arrêté 215 suspects. Des bannières appelant au jihad, ainsi que des armes, y compris de longs couteaux et des haches, ont été confisqués.

## Conséquences
Dilxat Raxit, un représentant du Congrès mondial ouïghour en exil, s'est prononcé contre la politique du gouvernement chinois au Xinjiang, déclarant : « Si Pékin ne change pas sa politique de répression extrême, cela pourrait conduire à encore plus d'affrontements ». Les autorités ont désigné Nuramat Sawut comme le meneur des attaques, l'accusant d'avoir des liens étroits avec le Mouvement islamique militant du Turkestan oriental. Dans une déclaration après les attentats, le haut responsable du Xinjiang, Zhang Chunxian, a déclaré qu'il n'y aurait pas de répit dans la lutte du gouvernement contre les militants.